# Alfredo Garasini
Alfredo Garasini (niekiedy Garassini, Garasino lub Garassino) (ur. 1 czerwca 1897 w Buenos Aires, zm. 29 stycznia 1950 w Sante Fe) – argentyński piłkarz noszący przydomek Calumín, napastnik. Później trener.
Urodzony w Buenos Aires Garasini karierę piłkarską rozpoczął w 1916 roku w klubie Boca Juniors. Jako gracz klubu Boca Juniors wziął udział w turnieju Copa América 1924, gdzie Argentyna została wicemistrzem Ameryki Południowej. Garasini zagrał tylko w jednym meczu – z Chile.
Wciąż jako piłkarz klubu Boca Junors wziął udział w turnieju Copa América 1925, gdzie Argentyna zdobyła mistrzostwo Ameryki Południowej. Garasini zagrał tylko w pierwszym meczu z Brazylią, w którym zdobył jedną bramkę.
Razem z klubem Boca Juniors 6 razy zdobył mistrzostwo Argentyny – w 1919, 1920, 1923, 1924, 1925 i 1926. Garasini zdobył także kilka innych trofeów klubowych – Copa Carlos Ibagurren w 1919, Copa Competencia w 1919 i 1920, Cup Tie Competition w 1919 i Copa Estímulo w 1926.
W Boca Juniors Garasini grał do końca swej kariery w 1928 roku. Jedynie w 1920 roku na krótko zawitał do drużyny River Plate.
W latach 1924–1925 Garasini rozegrał w reprezentacji Argentyny 2 mecze i zdobył 1 bramkę.
Po zakończeniu kariery piłkarskiej został trenerem. Pracując w Boca Jumiors dwukrotnie poprowadził ten klub do mistrzostwa Argentyny – w 1943 i 1944.